# 7. pehotna divizija (Avstro-Ogrska)
7. pehotna divizija (izvirno nemško 7. Infanterie-Division oz. nemško 7. Infanterietruppendivision) je bila pehotna divizija avstro-ogrske kopenske vojske, ki je bila aktivna med prvo svetovno vojno.

## Poveljstvo
Poveljniki 
- Kasimir von Lütgendorf: avgust 1914
- Erwin Zeidler: september - oktober 1914
- Adalbert Letovsky: oktober 1914 - april 1915
- Blasius von Dáni: april - oktober 1915
- Adalbert von Felix: november 1915 - junij 1916
- Emil Baumgartner von Wallbruck: junij 1916 - januar 1917
- Hugo Schmidt von Bonetti: januar 1917 - april 1918
- Emil Baumgartner von Wallbruck: april - november 1918

## Organizacija
Maj 1941
- 13. pehotna brigada
- 14. pehotna brigada
- 38. poljskotopniški polk
- 39. poljskotopniški polk

Maj 1918
- 13. pehotna brigada:

- 37. pehotni polk
- 38. pehotni polk

- 14. pehotna brigada:

- 68. pehotni polk
- 132. pehotni polk

- 7. jurišni bataljon
- 7. poljskoartilerijska brigada
- 4. eskadron, 5. huzarski polk
- 1. četa, 7. saperski bataljon